# Цибизов, Леонид Герасимович
Леонид Герасимович Цибизов (1925—2009) — участник Великой Отечественной войны, командир отделения 25-го гвардейского стрелкового полка 6-й гвардейской стрелковой дивизии 13-й армии Центрального фронта, гвардии сержант. Герой Советского Союза. Полковник Советской Армии. Генерал-майор Украины (05.05.2008).

## Биография
Родился 2 января 1925 года в селе Красная Горка ныне Шаранского района Башкирии в крестьянской семье. Русский. Отец Леонида Герасимовича был участником Октябрьской революции, затем добровольцем Красной Армии.
Окончил 7 классов и Ашхабадское училище изобразительных искусств.
В Красную Армию призван в январе 1943 году Серахским райвоенкоматом Туркменской ССР. В действующей армии — с августа 1943 года.
Командир отделения 25-го гвардейского стрелкового полка сержант Леонид Цибизов особо отличился в боях при расширении плацдарма на правом берегу реки Припять в районе села Плютовище Чернобыльского района Киевской области Украинской ССР. 29 сентября 1943 года он гранатой уничтожил вражеский пулемётный расчёт и, захватив исправный пулемёт, обеспечивал успешное продвижение подразделений батальона.
Член ВКП(б)/КПСС с 1947 года. В 1944 году окончил Сызранское танковое училище, в 1945 году — Высшую офицерскую школу самоходной артиллерии, а в 1955 году — Военную академию бронетанковых войск. Служил в Белорусском, Забайкальском военных округах, в Группе советских войск в Германии, в штабе Киевского военного округа.
С 1977 года полковник Цибизов Л. Г. — в запасе, а затем в отставке.
Указом Президента Украины от 5 мая 2008 года ему было присвоено воинское звание генерал-майора Вооружённых Сил Украины.
Жил в Киеве. Умер 16 июня 2009 года, похоронен в Киеве.

## Награды
- Указом Президиума Верховного Совета СССР от 16 октября 1943 года за образцовое выполнение боевых заданий командования и проявленные при этом геройство и мужество гвардии сержанту Цибизову Леониду Герасимовичу присвоено звание Героя Советского Союза с вручением ордена Ленина и медали «Золотая Звезда» (№ 3607)[1][4].
- Награждён орденами Ленина, Отечественной войны 1-й степени[5] и «За службу Родине в Вооруженных силах СССР» 3-й степени, медалью «За отвагу»[6], другими медалями.

## Память
В мае 1987 года Леонид Герасимович побывал в родных местах — в деревне Красная Горка. В местной школе состоялась встреча Героя Советского Союза с ветеранами войны и односельчанами. Была заложена аллея Славы, где все ветераны войны посадили ели.
В районном центре Шаранского района Республики Башкортостан в селе Шаран названа улица в его честь.